# 1945
Évszázadok: 19. század – 20. század – 21. század
Évtizedek: 1890-es évek – 1900-as évek – 1910-es évek – 1920-as évek – 1930-as évek – 1940-es évek – 1950-es évek – 1960-as évek – 1970-es évek – 1980-as évek – 1990-es évek
Évek: 1940 – 1941 – 1942 – 1943 –  1944 – 1945 – 1946 – 1947 – 1948 – 1949 – 1950

## Események

### Január
- január 1.

A január 1-jével bevezetett hungarista címer

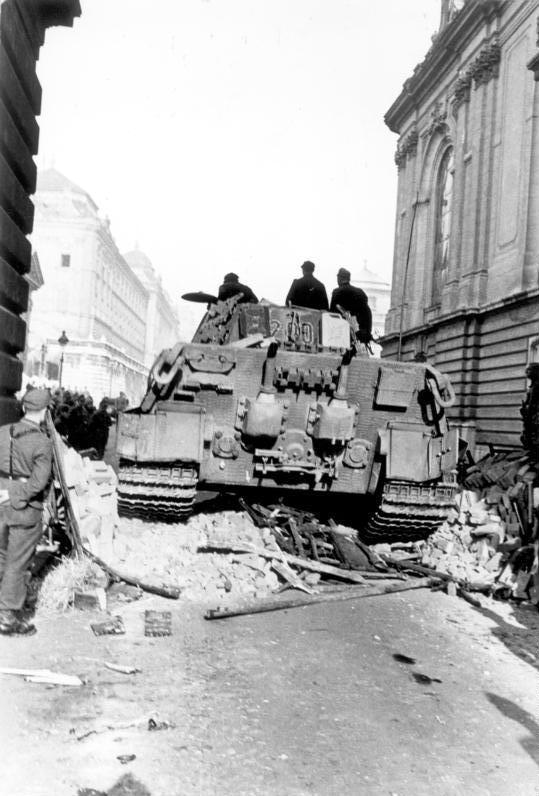
Német páncélosok a budai vár utcáin

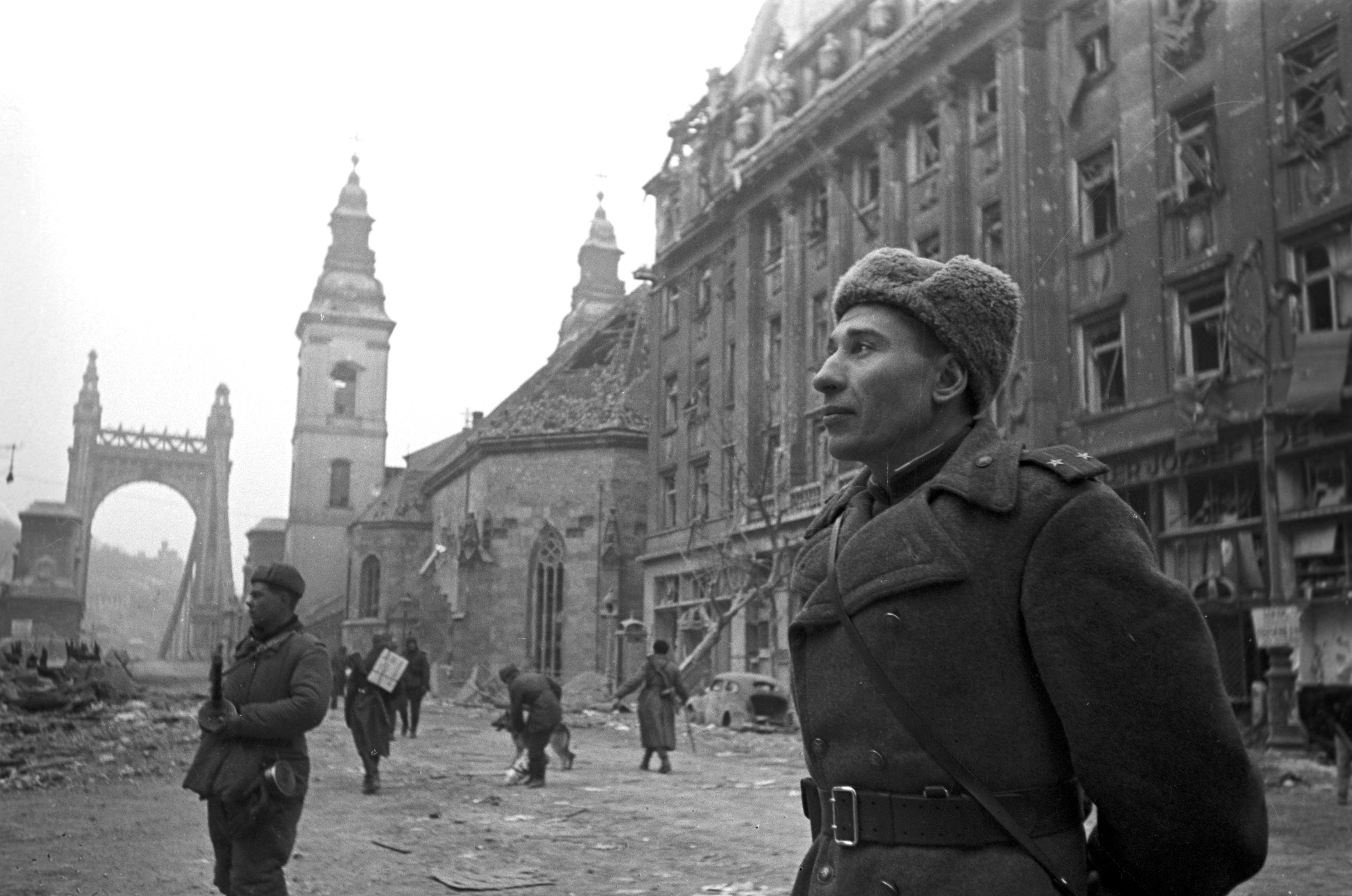
Szovjet katonák Pesten

  - A 23/1945 M.E. rendelettel hatályba lép az új címer és állampecsét használata. (A rendeletet azonban a Hivatalos Közlöny 1945. január 27-i számában hirdették ki. „Magyarország külön címere” – a hagyományos, koronás kiscímer – pajzsa mögé, illetve alá a Hungarista Mozgalomra utaló vörös H betűt és a pártjelvényként korábban pajzson is alkalmazott, zöld nyílvégű („nyilas”) keresztet helyezték.)[1]
  - Miskolc, Diósgyőr és Hejőcsaba egyesítése, „Nagy-Miskolc” létrejötte.
  - A Lengyel Nemzeti Felszabadító Bizottságból Edward Osóbka-Morawski és Władysław Gomułka vezetésével megalakul az ideiglenes (lublini) kormány.[2]
- január 3. – Lengyelországban az Országos Nemzeti Tanács határozatot hoz Varsónak, mint az ország fővárosának újjáépítéséről.[2]
- január 4.
  - A Rákos-pataknál, áttörve a második védelmi vonalat a szovjet csapatok éket vágnak, s egy tankokból álló előőrs befut a budapesti Bosnyák térre.
  - A Szovjetunió hivatalosan elismeri az ideiglenes lengyel kormányt.[2]
- január 6.
  - Budapesten az ostrom és a hideg időjárás miatt az eddigi akadozó vízszolgáltatás végképp leáll. Már csak kijelölt közkutakból, magánkutakból és egyes házak pincéjében működőképesen maradt berendezésből tudnak vízhez jutni a hetek óta a pincékben élők.
  - Megkezdődik a bánsági és szatmári svábok kényszermunkára szállítása a Szovjetunióba.[3]
- január 12–15. – Megindul a szovjet 1. és 4. ukrán, az 1., 2. és 3. belorusz front csapatainak általános támadása a keleti front lengyelországi szakaszán.
- január 16. – Budapest visszavonuló német védői felrobbantják a Ferenc József hidat.[4]
- január 17.
  - Varsó felszabadul.[2]
  - A szovjet katonák bevonulnak a Parlament épületébe.[5]
- január 18.
  - Német utászok felrobbanják Budapest egyetlen, még használható hídját, a Lánchidat, ezzel a főváros pesti oldalán megszűnnek a harcok. (A németek – a szovjet előrenyomulás lassítása céljából – kivétel nélkül felrobbantották a főváros hídjait.)[4]
  - Krakkó felszabadul.[2]
- január 19. – A lengyelországi Łódź felszabadul.[2]
- január 20.
  - Magyarország és a győztes nagyhatalmak képviselői megkötik a fegyverszüneti egyezményt.[6] (A fegyverszüneti egyezményt – felhatalmazás alapján – az 525/1945. ME számú rendelettel hirdették ki, mely 1945 őszén emelkedett törvényerőre, mint az 1945. évi V. törvénycikk.)[7][8]
  - Megjelenik az első nyomtatott sajtótermék a magyar fővárosban. A "Szabadság" című újság órák alatt elfogy.
- január 21.
  - Csorba Jánost nevezik ki Budapest polgármesterének.[9]
  - Karl Dönitz német admirális kiadja azt a parancsot, mely szerint minden rendelkezésre álló német hajónak mentenie kell a szovjetek elől azt, amit lehet. (Ez volt a „Hannibal hadművelet”, amely május 9-éig tartott.)[10]
- január 22. – A budapesti Nemzeti Bizottság felhívást intéz a főváros lakosságához, amelyben munkába állásra szólítja fel a köztisztviselőket, és közli továbbá, hogy minden korábbi ún. zsidó törvény hatályát vesztette.
- január 22–24. – A szovjet kormány kölcsönt folyósít Lengyelországnak külföldi kereskedelem céljaira.[2]
- január 23.
  - A szlovák kormány és a parlament deklarálja az önálló államhoz, s a nemzeti önrendelkezéshez való jogot.
  - Szovjet bombázó repülőgépek, és a nehéztüzérség lövi folyamatosan Budapesten a budai várat.
- január 24. – Ég a budai várpalota együttese, és még majd egy héten keresztül lángol.
- január 25. – Budapesten, a pesti oldalon fekvő elöljáróságok megkezdik működésüket.
- január 26.
  - Az Ideiglenes Nemzetgyűlés Politikai Bizottságának első ülése életre hívja az új, ideiglenes államfői testületet, a 3 tagú Nemzeti Főtanácsot. (A Nemzeti Főtanács felállításáról szóló 59/1945. Eln. számú rendelet.)[7]
  - Az Ideiglenes Nemzeti Kormány elfogadja a népbíróságok felállítására vonatkozó első jogszabályt, a 81/1945 M.E. sz. rendeletet, amelyet a Magyar Közlönyben február 5-én tettek közzé.[11]
- január 27.
  - A szovjet Vörös Hadsereg felszabadítja a birkenaui és auschwitzi koncentrációs táborokat.[12]
  - Josip Broz Tito rendeletet ad ki, amely szerint a mai Vajdaság területén február 15-éig a hadseregnek át kell adnia a helyét a polgári hatóságoknak.[13]
  - Felszabadul a lengyelországi Katowice.[2]
- január 28. – A szovjet csapatok megszállják Litvániát.
- január 30.
  - A Balti-tengeren a szovjet S–13-as tengeralattjáró elsüllyeszti a német „Wilhelm Gustloff” kiképzőhajót. (A hajón 10 ezernél is több menekült zsúfolódtak össze, s a tragédia után az őt kísérő két kisebb hajó csak 1239 embert tudott kimenteni.)[10]
  - Budapesten bevezetik éjszakára a kijárási tilalmat. Nagy-Budapest területére pedig még nappal sem lehet belépni, vagy onnan távozni.
- január 31. – Csehszlovákia elismeri a Lengyel Köztársaság ideiglenes kormányát.[2]

### Február
- február 1.
  - Az Államvédelmi Hatóság (akkori nevén Politikai Rendészeti Osztály, PRO) megkezdi működését Péter Gábor vezetésével.
  - A Szlovák Nemzeti Tanács Kassán, mint szlovák nemzeti szervezet kezdi el működését.[14]
  - Bulgáriában a népbíróság 2730 embert ( régenseket, minisztereket, cári tanácsosokat, képviselőket és katonatiszteket) ítél halálra.[15]
- február 4–11. – A jaltai konferencia,[16] ahol a szövetséges hatalmak vezetői döntenek Németország lefegyverzéséről.[17] (Sztálin Lengyelország nyugati határának kitolását követeli egészen a lausitzi Neisse folyóig.)[2]
- február 5. – Lengyelországban az Országos Nemzeti Tanács elnöke, Bolesław Bierut nyilatkozatot tesz közzé az Odera és a Neisse folyóktól keletre eső területek polgári közigazgatásának átvételéről.[2]
- február 6. – A szovjet csapatok átkelnek az Oderán.
- február 6–7. – A Lengyel Munkáspárt Központi Bizottságának (KB) I. plénumán meghatározzák a párt gazdaságpolitikájának fő irányelveit.[2]
- február 9. – Az S–13-as szovjet tengeralattjáró elsüllyeszti a „General von Steuben” gőzöst. (A fedélzeten tartózkodó közel ötezer menekültből csak alig hatszázat tudtak kimenteni a vízből.)[10]
- február 11. – A budai várba szorult német és magyar csapatok megkísérlik a szovjet gyűrűből való kitörést. (Karl Pfeffer-Wildenbruch tábornok városparancsnok 43 900 katonájának kevesebb mint két százaléka jutott át, a többiek fogságba estek vagy meghaltak; a legtöbben az első hat órában, a Széll Kálmán tér–Hűvösvölgy térségében estek el.)[18]
- február 13.
  - Elkeseredett harcok árán a szovjet hadsereg a budai oldalon is kiszorítja a német erőket, a Vörös Hadsereg Budapest egészét ellenőrzése alatt tartja.[9]
  - Az angol és az amerikai légierő bombázza Drezdát hatalmas károkat és több mint 150 000 ember halálát okozva.
- február 17. – Elkezdődik a Südwind hadművelet.
- február 21. – Az Ivo Dzsima-i partraszállást támogató USS Saratoga repülőgép-hordozót három perc alatt öt kamikaze találja el, a hajó nem süllyed el; a USS Bismarck Sea azonban legénységének 218 tagját viszi magával a hullámsírba.
- február 23.
  - Törökország hadat üzen Németországnak és Japánnak.
- február 24. – Amerikai csapatok felszabadítják Manilát.
- február 26. – Magyarországon feloszlatják a fasiszta szervezeteket, hatályon kívül helyezik a zsidótörvényeket, és megkezdik a háborús bűnösök felelősségre vonását.[19]
- február 27. – A Szlovák Nemzeti Tanács rendeletet ad ki „a németek, magyarok, árulók és a szlovák nép ellenségeinek mezőgazdasági vagyonáról”, amelyet a rendelet értelmében el kell kobozni és gyorsított eljárással szét kell osztani.[14]
- február 28. – Bukarestben lemond Nicolae Rădescu a miniszterelnöki posztról.[20]

### Március

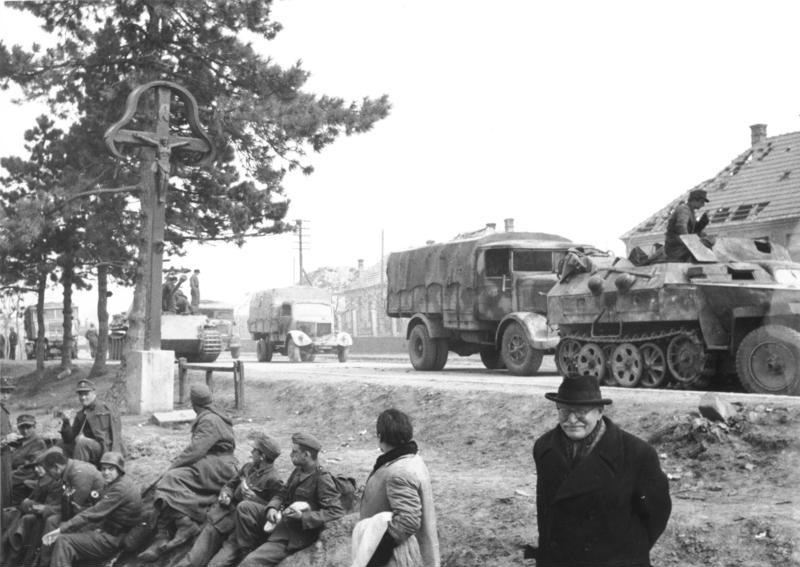
A Vörös Hadsereg elől visszavonuló német csapatok elhagyják a Balaton felvidék térségét 1945 március elején

- március 1. – A korábban kiadott kenyér- és étkezési jegyek érvényüket vesztették Magyarországon. Ettől a naptól kiadott új jegyek lépnek életbe, új szabályozás szerint, szovjet ellenőrzéssel.
- március 3. – Megtartja alakuló ülését a Magyar Radikális Párt, elnökévé Csécsy Imrét választják.
- március 4.
  - Finnország hadat üzen Németországnak.
  - Sopron, Szombathely térségébe visszaszorult magyar menekülő szélsőjobboldali erők, és a nagy számú német katonaság ottani jelenléte miatt az amerikai repülőgépek több hullámban is bombázzák Sopront, Szombathelyet.[21]
- március 6. – Romániában Petru Groza szovjet segítséggel kormányt alakít.[22]
- március 7. – 
  - Petru Groza táviratban engedélyt kér Sztálintól a román közigazgatás Észak-Erdélyre való kiterjesztésére; az engedélyt másnap megkapja.[23]
  - Josip Broz Tito vezetésével megalakul az új Jugoszlávia első kormánya.[24]
- március 8. – Auschwitzban (Oświęcim) 200 ezren vesznek részt annak a 450, nácik által meggyilkolt fogolynak a temetésén, akiket a németek nem tudtak a krematóriumban megsemmisíteni.[2]
- március 9–10. – Tokió ellen 334 amerikai B-29-es bombázó intéz támadást. A gyújtóbombázás 100 000 áldozatot követel.
- március 17.
  - Megjelenik az Ideiglenes Nemzeti Kormány 600/1945 M.E.rendelete a földreformról.[25]
  - Edvard Beneš és a londoni emigráns csehszlovák kormány képviselői a moszkvai kommunista csehszlovák csoporttal és a csehszlovákiai ellenállás képviselőivel egyeztetik az új kormány programját.[14]
- március 18–21. – Marc Mitscher tengernagy 58. flottakülönítményének és Raymond Spruance tengernagy 5. flottájának repülőgépei a Japán legdélebbi szigetén, Kjúsún fekvő célpontokat támadnak.
- március 22.
  - Megalakul az Arab Liga Kairóban, (Egyiptom).[26]
  - A krakkói – fennállásának 581. évét ünneplő – Jagelló Egyetem megkezdi első tanévét a felszabadított Lengyelországban.[2]
- március 23. – Romániában kihirdetik a földreform-törvényt.[27]
- március 23–24. – Az angol és amerikai csapatok átkelnek az Alsó-Rajnán.
- március 25–26. – Lengyelországban megalakul a baloldali Néppárt.[2]
- március 26. – A Magyarország elleni utolsó amerikai légitámadást Szombathely szenvedi el.[28]
- március 29.
  - A szovjet egységek fölszámolják a Königsbergnél körülzárt német erőket.
  - Létrehozzák a Lengyelországban elkövetett náci bűnök felderítésére hivatott főbizottságot.[2]
- március 30. – Somogyszob községet elfoglalják.

### Április
- április 1.
  - Amerikai csapatok szállnak partra Okinaván.
  - A Vörös Hadsereg áttöri Bécs külső erdőövezetét.
- április 2. – Kezdetét veszi Bécs ostroma. (Az ostrom április 13-ig tartott.)
- április 3. – Angelo Rotta pápai nunciust kiutasítják az országból, ezért visszatér Budapestről Rómába.
- április 4.
  - A Vörös Hadsereg eléri Magyarország utolsó települését, Nemesmedvest. (1989-ig Felszabadulás néven nemzeti ünnep.)
  - A szovjet tájékoztatási iroda egy jelentést ad ki, mely szerint „a 2. és 3. ukrán hadseregcsoportok befejezték Magyarország egész területének felszabadítását a német megszállóktól”.[7]
  - Az előrenyomuló szovjet csapatok beveszik Pozsonyt.[14]
  - A szociáldemokrata Zdeněk Fierlinger vezetésével megalakul a csehszlovák kormány.
- április 5.
  - A Zdeněk Fierlinger vezette csehszlovák kormány jóváhagyja a „kassai kormányprogram” néven ismertté vált dokumentumot, amely a cseh-szlovák viszony rendezése mellett a német és magyar kisebbségek felszámolását is célul tűzi ki.[14]
  - Moszkva felmondja a szovjet-japán semlegességi szerződést.
  - Valutareform Jugoszláviában.[24]
  - Petsarat herceg vezetése alatt – japán támogatással – kikiáltják az egyesült Laosz „függetlenségét”.[29]
- április 9. – Vörös Hadsereg győzelmével befejeződik Königsberg ostroma.
- április 10. – Amerikai csapatok harc nélkül foglalják el Hannover városát.
- április 11. – Szovjet–jugoszláv barátsági, együttműködési és kölcsönös segítségnyújtási egyezmény.[24]
- április 13.
  - Az utolsó német alakulat elhagyja Magyarországot.[30]
  - A Függetlenségi 48-as és Kossuth Párt – a pártot 1928 óta elnöklő Nagy Vince vezetésével – beolvad az FKGP-be.
- április 14. – Hosszú ostrom után amerikai kézre kerül Köln.
- április 16.
  - A Goya” motoros hajót elsüllyeszti az L-3 jelzésű szovjet, aknatelepítő tengeralattjáró. (A fedélzetén lévő 6220 menekülő emberből 165 élte túl a támadást.)[10]
  - A Zsukov marsall vezette 1. Belorusz Front tüzérségi tűz alá veszi Berlint. (A félórás tüzérségi előkészítés után indított szovjet előrenyomulás közvetlenül a seelowi magaslatok előtt elakadt.)[17]
- április 18. – Bécs helyőrsége leteszi a fegyvert a szovjetek előtt.
- április 19–26. – Brit csapatok megostromolják és elfoglalják Brémát.
- április 21.
  - Az amerikai hadsereg cseh területre ér.[14]
  - A szovjet csapatok – miután hatalmas veszteségek árán áttörik a seelowi dombok kitűnően szervezett védelmét – betörnek a német főváros északkeleti kerületeibe.[17]
  - Lengyelország és a Szovjetunió kormányai 30 évre szóló lengyel–szovjet barátsági, kölcsönös segítségnyújtási és együttműködési szerződést kötnek.[2]
- április 22. – Budapesten díszelőadást tartanak az Operaházban abból az alkalomból, hogy az ideiglenes kormány Debrecenből Budapestre költözött. (Bartók Béla zenéje már sok éve nem csendülhetett fel hivatalosan a hazai közönség előtt.)
- április 23.
  - Az Ideiglenes Nemzeti Kormány – rendeleti úton – március 15-ét nemzeti ünnepé, április 4-ét a felszabadulás ünnepévé, május 1-jét pedig a munka ünnepévé nyilvánítja.[31]
  - Hermann Göring táviratozik Hitlernek, amelyben azt javasolja, hogy átveszi a birodalom irányítását, amíg a Führer a külvilágtól elvágva Berlinben tartózkodik. (Hitler árulásként élte meg a légierő főparancsnokának lépését.)[17]
  - Heinrich Himmler Lübeckben, a svéd követség pincéjében Folke Bernadotte gróffal folytat megbeszéléseket a német fegyverszünet lehetőségéről. (A gróf elvállalja, hogy értesíti kormányát Himmler javaslatáról.)[32]
- április 25.
  - Szovjet és amerikai csapatok találkoznak az Elbánál. Torgau városa közelében az I. Amerikai Hadsereg, 5. hadtestének előretolt osztaga, a 69 gyaloghadosztály katonái felveszik a kapcsolatot, a Vörös Hadsereg 58. számú gárdahadosztályával.[33]
  - A németek kénytelenek kivonulni Finnország területéről, ezzel véget ér a lappföldi háború.
  - Az 1. Belorusz Front és a Konyev marsall vezette 1. Ukrán Front egyesül a Berlintől nyugatra található Ketzin körzetében, s ezzel bezárul az ostromgyűrű a Harmadik Birodalom központja körül.[17]
  - Mussolini maroknyi hívével és szeretőjével, Clara Petaccival az Alpokon át próbál elmenekülni. (A kaland tragikus véget ér, amikor Olaszország német katonának álcázott egykori vezérét partizánok tartoztatták fel.)[34]
- április 26. – Az 1. és a 2. lengyel hadsereg csatlakozik a berlini hadműveletek végrehajtásához a Vörös Hadsereg oldalán.
- április 28.
  - Mussolinit olasz partizánok – rejtélyes körülmények között, szeretőjével, Clarával együtt – kivégzik. (Földi maradványaikat másnap Milánóba vitték és ledobták a Loreto térre, ahol a hisztérikus tömeg visszataszító atrocitások után egy állványra akasztotta fel azokat.)[34]
  - A szövetségesek nyilvánosságra hozzák Heinrich Himmler békeajánlatát. (Hitler dührohamot kap, majd egyaránt megfosztja minden hivatalától Himmlert is, és Göringet is.)[35]
- április 29. – Valamikor hajnali 1 és 3 óra között Hitler feleségül veszi Eva Braunt, majd magához rendeli egyik titkárnőjét, Gertraud Jungét, és lediktálja politikai végrendeletét. (Ebben a haditengerészet vezetőjét, Karl Dönitzet nevezi meg utódjának.)[17]
- április 29–30. – Prágában megalakul a Cseh Nemzeti Tanács, melynek elnökévé Albert Pražákot választják.[14]
- április 30.
  - A Vaszilij Kuznyecov vezérőrnagy vezette szovjet 3. csapásmérő hadsereg egységei elfoglalják a – szimbolikus jelentőséggel bíró – Reichstag épületét.[17]
  - Hitler a Führerbunkerben öngyilkos lesz.[17]
  - Karl Dönitz főtengernagy lesz a Führer utódja.[36]
  - München amerikai csapatok kezére kerül.

### Május
- május 1.

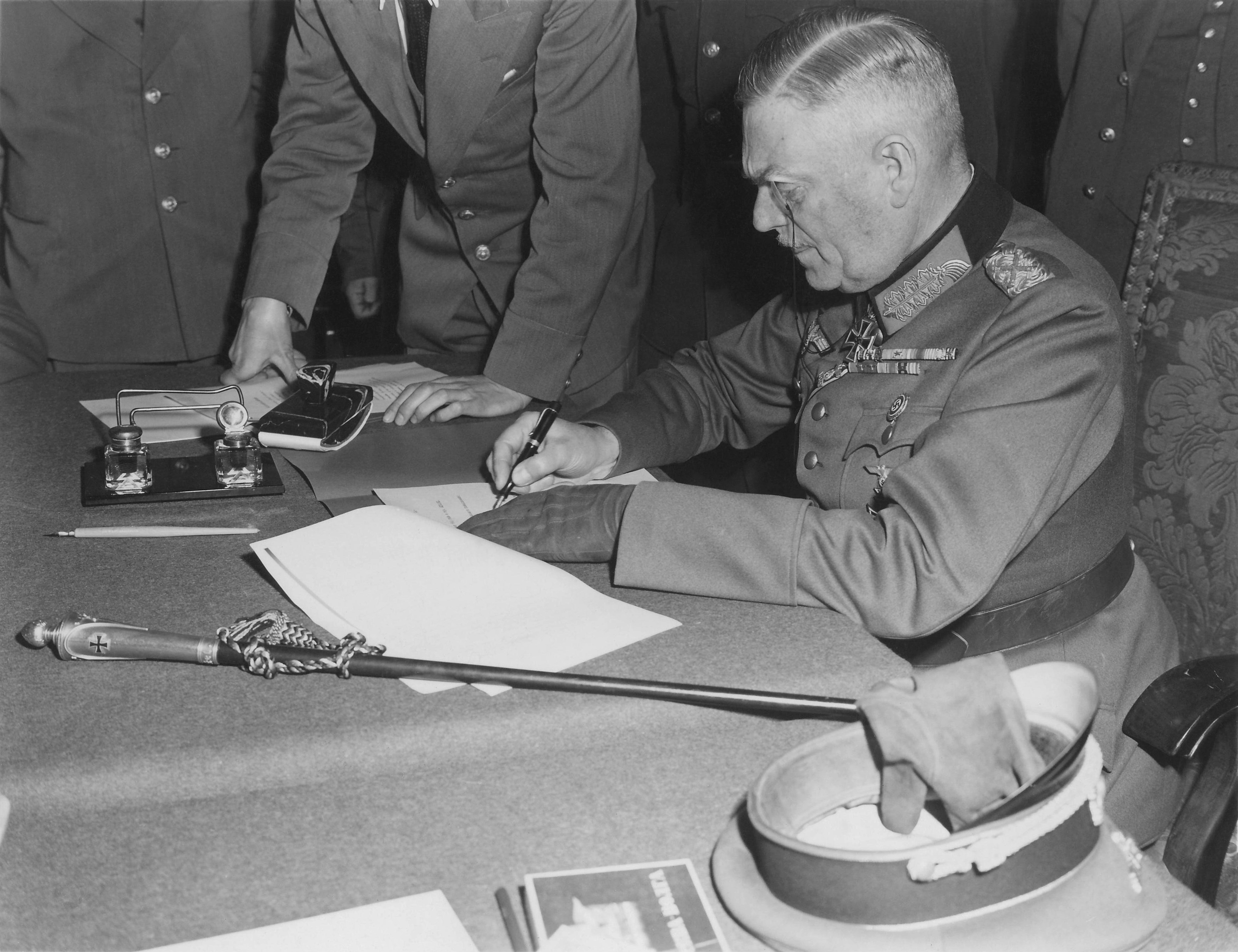
Wilhelm Keitel aláírja a német fegyverletételét

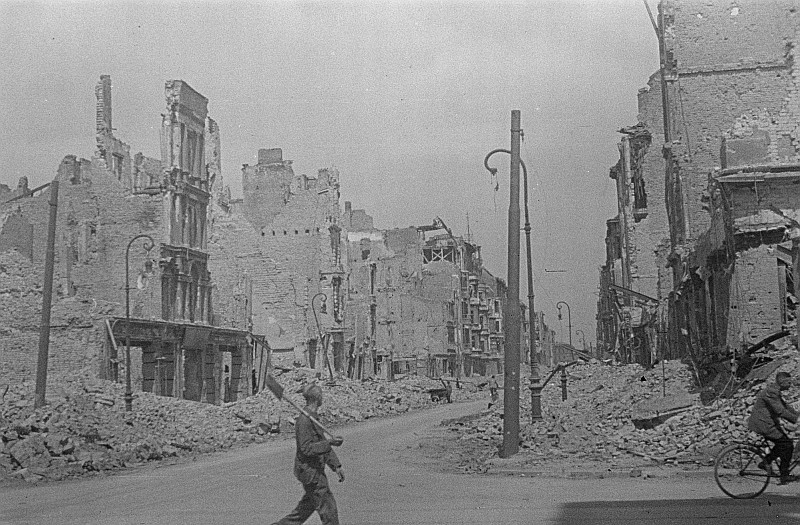
Az alig húsz esztendős német nemzetiszocialista ideológia következménye: a német városok többsége romokban

  - Amerikai csapatok vonulnak Weilheimbe, Horthy Miklóst hadifogolynak nyilvánítják és Augsburgba szállítják.[37]
  - Magyarországon először ünneplik meg hivatalosan május 1-jét. (A fővárosban, a Hősök terén közel félmillió ember jelenik meg.)
  - Megszólal az újra működő Magyar Rádió.
  - Megindul rendszeres járatként a 6-os villamos a Nagykörúton, Budapesten.
  - A Harmadik Birodalom utolsó kancellárja Dr. Joseph Goebbels feleségével együtt öngyilkosságot követ el.
  - A jugoszláv hadsereg szabadítja fel Triesztet. (Konfliktus az angolszász hatalmakkal.)[24]
- május 2.
  - A berlini helyőrség leteszi a fegyvert – miután reggel 6 órakor Helmuth Weidling tábornok, a város parancsnoka megadja magát, s a harc beszüntetésére szólítja fel embereit –, a német fővárost elfoglalja a Vörös Hadsereg.[17]
  - A theresienstadti koncentrációs tábor területén a cseh ellenállás 52 vezetőjét kivégzik a németek.[14]
  - Liechtenstein befogad 462, a Wehrmacht kötelékében harcoló orosz menekültet.[38]
  - A brassói katonai törvényszék két hónaptól öt évig terjedő börtönbüntetést szab ki a (többek között Szárazajtán, Csíkszentdomokoson) civileket gyilkoló Maniu-gárda tagjaira.[23]
- május 3.
  - A brit csapatok ellenállás nélkül elfoglalják Hamburgot.
  - A szovjet hadsereg befejezi Szlovákia elfoglalását.
  - Tito partizánjai bevonulnak – az olasz kapituláció után német megszállás alá került – Fiumébe.[39]
- május 4.
  - A hollandiai, a dániai és északnyugati német haderők megadják magukat Montgomery vezérezredesnek.
  - Karl Dönitz főtengernagy, a Német Birodalom elnöke utasítja az U-Boot-parancsnokokat a fegyverletételre.[40]
- május 5.
  - Az amerikai hadsereg egységei őrizetbe veszik Szálasi Ferencet és kormányát az ausztriai Mattseeben.
  - Az ausztriai Kremsmünsterbe menekült Jozef Tiso államfőt és a szlovák kormány több tagját az amerikaiak őrizetbe veszik.
- május 5–8. – Prágában felkelés tör ki a német megszállók ellen. (Európában a német megszállás alól utolsóként felszabadított főváros.)
- május 6.
  - A horvát usztasák és a németek kiürítik Zágrábot, a kormány megindul Ausztria felé.[41]
  - A csehszlovák kormány Kassáról Pozsonyba költözik át.[14]
- május 7.
  - Németország öt évi, nyolc hónapi és hét napi háború után feltétel nélkül megadja magát, amelyet német részről Alfred Jodl tábornok ír alá Reimsben az ún. Vörös Iskolaházban Eisenhower tábornok főhadiszállásán. Németország tehát feltétel nélküli kapitulál a nyugati szövetségesek előtt.[42]
  - Hermann Göring birodalmi marsall a feleségével és lányával együtt – úton az amerikai hadsereghez, a Radstadt melletti úton – amerikai fogságba esik.[43]
- május 8.
  - A németek megadják magukat a szovjeteknek is. Berlinben a Karlshorst városrész volt műszaki tiszti iskola "B" épületében (Zsukov berlini főhadiszállásán) német részről Keitel, Stumpf, és Frieburg tábornokok aláírják a kapitulációt a szövetséges erők és a Vörös Hadsereg főparancsnoksága előtt.[44]
  - A partizánhadsereg bevonul Zágrábba.[41]
  - Ifjabb Horthy Miklóst az amerikai csapatok kiszabadítják a koncentrációs táborból.[37]
  - A Szlovák Köztársaság vezetése megadja magát az amerikai hadseregnek, és ezzel – jogilag – az államalakulat megszűnik létezni.[45]
  - Constantine-i vérengzés
- május 9.
  - A szovjet csapatok bevonulnak Prágába.[14]
  - A szovjet csapatok elfoglalják az utolsó német kézen lévő kikötőt, Danzigot.
  - Magyarországon megszűnik az esti elsötétítés rendelete.
- május 10.
  - Magyarországon hatályba lép az Ideiglenes Nemzeti Kormány rendelete a csendőrség feloszlatásáról és az államrendőrség megszervezéséről.[46]
  - A Moszkvában megalakult Nemzeti Front kormánya Prágába érkezik.[14]
- május 12. – Klement Gottwald csehszlovák miniszterelnök-helyettes, a Csehszlovák Kommunista Párt (CSKP) elnöke rádiófelhívást intéz az ország lakosságához, felszólítva azt a kassai kormányprogram támogatására.[14]
- május 14. – A Karl Renner osztrák miniszterelnök kinyilatkoztatja Ausztria függetlenségét, és egyben bejelenti, hogy minden korábbi nemzeti-szocialista rendelkezés érvényét veszti.
- május 15.
  - A visszavonuló horvát katonák és civilek többsége eléri a mai osztrák-szlovén határt, és Bleiburg mellett többségük átkel Ausztriába.[41]
  - Jugoszlávia egész területe felszabadul, de a közel 800 szétszóródott fegyveres csoport – csetnikek, albán felkelők, usztasák – felszámolása még évekig tart.[24]
  - A csehszlovák kormány első ülése Prágában, ahol többek között a kisebbségi kérdéssel és a nemzeti bizottságokban történő választásokkal foglalkoznak.[47]
- május 16. – Edvard Beneš csehszlovák elnök visszaérkezik Prágába.[47]
- május 18.
  - A Magyar Rádió megindítja a napi vízállásjelentések sugárzását.[48]
  - A Szlovák Nemzeti Tanács elnöksége megtiltja, hogy magyar nemzetiségű polgárok a politikai pártok tagjai legyenek.[47]
- május 19.
  - Elnöki dekrétum Csehszlovákiában a németek, magyarok, „árulók és kollaboránsok” vagyonának államigazgatás alá helyezéséről.[47]
  - Mindszenty József veszprémi püspök és Shvoy Lajos székesfehérvári püspök visszatérnek székhelyükre Sopronkőhidáról, ahol a nyilasok fogva tartották őket.
- május 20. – A Bohumil Boček csehszlovák tábornok kijelenti, hogy az új csehszlovák hadsereg szervezete és szerkezete azonos a Vörös Hadsereg irányítási elveivel.[49]
- május 22. – Bremervörde és Hamburg között, Barnstedt falu közelében egy brit járőr feltartóztatja és elfogja Heinrich Himmlert, az SS birodalmi vezetőjét, aki másnap ciánkáli-kapszulával öngyilkosságot követ el.[50]
- május 23.
  - A csehszlovák kormány a bel-, a had- és a külügyminiszter részvételével hármas bizottságot hoz létre, hogy szervezze meg és hajtsa végre a németek és a magyarok kitoloncolását.[47]
  - Brit katonák – főhadiszállásán, a Flensburg melletti mürwiki tengerésziskolában – letartóztatják Karl Dönitz-et és kabinetjének tagjait, valamint államigazgatási hivatalnokokat és törzstiszteket.[51]
- május 24. – A Magyar Katolikus Püspöki Kar kibocsátja az „Adja Isten, hogy az új birtokosok boldogulása vigasztalja az egyházat veszteségeiért és gondjaiért” kezdetű közös pásztorlevelet.
- május 25.
  - A csehszlovák kormány – többek között – a náci szervezetek vagyonának elkobzásáról, az árulók és a kollaboránsok földbirtokainak felosztásáról tárgyal.[47]
  - A jugoszláv csapatok – amelyek a hónap közepe óta megszállva tartják Dél-Karintiát és Klagenfurtot – a nyugati szövetségesek követelésére kivonulnak ezekről a területekről. (Tito az Atlanti Chartára hivatkozva követeli Karintia szlovének lakta részének Jugoszláviához csatolását.)[24]
- május 27. – A Csehszlovák Szociáldemokrata Párt akcióbizottságának prágai ülésén a Nemzeti Front bel- és külpolitikájáról tárgyalnak, és megválasztják az új pártvezetőséget, melynek élére Zdeněk Fierlinger kerül.[47]
- május 29. – A Moszkvában kötött egyezmény értelmében Csehszlovákia átengedi a Szovjetuniónak Kárpát-Ukrajnát.
- május 30. – Brünnben kezdetét veszi a városban maradt német lakosság – mintegy húszezer fő – azonnali erőszakos kitelepítése. (A gyalogmenetben útnak indított németek közül számosan nem bírták a megpróbáltatásokat. Lásd: „brünni halálmenet”.)[47]

### Június
- június 2. – Megegyezéssel zárulnak a csehszlovák kormány és a Szlovák Nemzeti Tanács elnöksége között május 31-e óta folyó tárgyalások. (A megállapodás rögzíti, hogy az SZNT a szlovák nemzet legfőbb képviselője, és Szlovákia területén a törvényhozás és a végrehajtó hatalom hordozója. A tárgyalásokon körülhatárolják azokat a gazdasági, társadalmi, kulturális és egyéb ügyeket, amelyek központi irányítás alá tartoznak.)[47]
- június 7. – Antonín Zápotocký-t, a CSKP vezető politikusát a Szakszervezetek Központi Tanácsa elnökévé választják.[47]
- június 8. – A nyugati szövetségesek engedélyezik, hogy a Németországban fogva tartott lengyelek visszatérhessenek hazájukba.[2]
- június 9. – Zilahy Lajost választották meg a Magyar-Szovjet Művelődési Társaság elnökének.
- június 12.
  - Budapesten megkezdődik a fokozatosan helyreállított vezetékrendszerekben a gázszolgáltatás. Elsőként a belvárosi V. kerület bekapcsolása történik meg.
  - Eltörlik Budapesten a hídpénzt. A dunai átkelésekért a korábbiakkal ellentétben ezen túl nem kell fizetni sem oda, sem vissza.
- június 16. – A szlovák kommunisták tanácskozásán állást foglalnak Szlovákia magyaroktól való gyors és határozott megtisztítása mellett.[47]
- június 19.
  - A csehszlovák elnök dekrétumot ad ki a náci háborús bűnösök, az árulók és a kollaboránsok megbüntetéséről, a rendkívüli népbíróságok és a nemzeti bíróság megalakításáról. (A dekrétum jogi alapot jelent a magyarüldözés kiszélesítéséhez, számos ártatlanul vádolt magyar lakos elítéléséhez, kiüldözéséhez.)[47]
  - A Benes dekrétum szellemében a csehszlovák hadsereg 17. gyalogezrede Karol Pazur parancsnoksága alatt Přerovnál meggyilkol 120 nőt, 71 férfit és 75 gyermeket, csehországi deportálásból Dobsinára vonattal hazatérő kárpát-németet és magyart.[52]
- június 20. – Az ún. duinói szerződés ideiglenesen meghatározza Trieszt térségében a demarkációs vonalat.[24]
- június 21. – Csehszlovák elnöki dekrétum a németek, a magyarok, az árulók és a kollaboránsok földbirtokainak elkobzásáról és felosztásáról. (A felosztás később a földreform első szakaszát jelentette.)[47]
- június 24. – A magyar fővárosban hosszú idő után újból elindul a földalatti első szerelvénye.
- június 25. – A négy győztes hatalom javaslatára San Franciscóban helyet biztosítanak Lengyelország számára is az Egyesült Nemzetek Szervezete (ENSZ) alapokmányának aláírására.[2]
- június 26.
  - Pozsonyban a szlovákiai politikai élet két meghatározó pártjának, a Szlovák Kommunista Pártnak és a Demokrata Pártnak a képviselői nyilatkozatban rögzítik, hogy elkötelezettek a kassai kormányprogram, a cseh és a szlovák nemzet egyenjogúsága, a Szovjetunióval való szoros együttműködés és a szlovák nemzeti felkelés iránt.[47]
  - Elfogadják az ENSZ alapokmányát.[53] (A szervezet október 24-én kezdi meg működését formálisan is.)
- június 28.
  - Lengyelországban Edward Osóbka-Morawski vezetésével megalakul a nemzeti egység ideiglenes kormánya. (A két miniszterelnök-helyettes Władysław Gomułka és Stanisław Mikołajczyk. A kormány 21 tagjából 6–6 a Lengyel Munkáspárt, a Lengyel Szocialista Párt, a Parasztpárt – illetve különböző parasztszervezetek – képviselője, 2 a Demokrata Párté, 1 pedig párton kívüli.)[2]
  - A Francia Köztársaság ideiglenes kormánya de jure elismeri a Lengyel Köztársaság ideiglenes nemzeti egységkormányát.[2]
  - Ismét járnak a balatoni hajók. Menetrend szerint közlekedik a komp Szántódnál.
- június 29. – Csehszlovákia és a Szovjetunió képviselői Moszkvában megállapodást írnak alá Kárpátaljának a Szovjetunióhoz való csatlakozásáról. (Csehszlovákia elismeri Kárpátalja „önrendelkezési jogát”, és ezzel jelentősen megkönnyíti a Szovjetunió nagyhatalmi érdekeinek érvényesülését a térségben.)[47]
- június 30. – Kárpátalja „csatlakozik” a Szovjetunióhoz.[54]

### Július
- július 2.

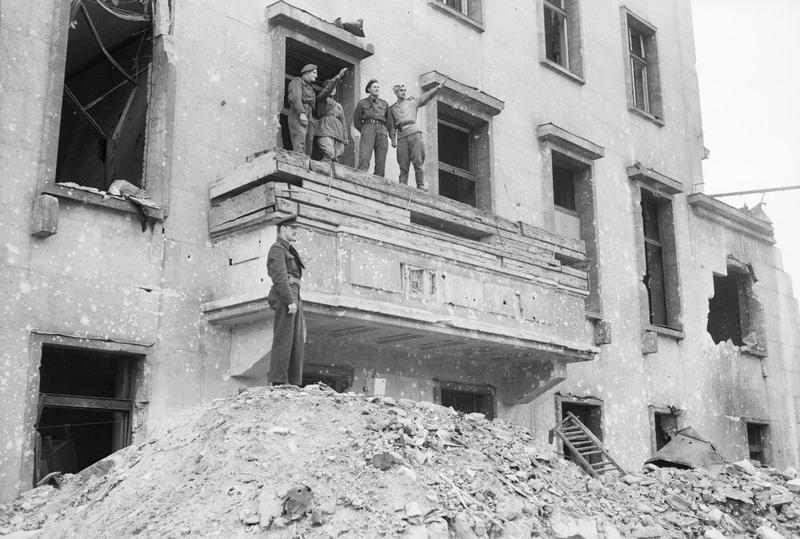
Brit és szovjet katonák 1945. július 5-én a berlini birodalmi kancellária (Reichskanzlei) azon romos balkonján, amelyről Adolf Hitler a beszédeit tartotta

  - Az amerikai csapatok őrizetbe veszik Hóman Bálint egykori vallás- és közoktatásügyi minisztert, több gyűjtőhelyen keresztül Salzburgba viszik.[55]
  - A magyar fővárosban megindul az első rendszeres autóbuszjárat, amely az Apponyi tér (ma: Ferenciek tere) és a Gellért tér között közlekedik, reggel hét és este tíz óra között. (A járaton nagy a zsúfoltság.)
- július 5.
  - Az Egyesült Államok, Nagy-Britannia és Kína elismerik a lengyel ideiglenes nemzeti egységkormányt.[2]
  - Parlamenti választás Nagy-Britanniában, amelyen – az 1940-ben alakult háborús koalíció felbomlásával, az abban a miniszterelnök-helyettesi posztot betöltő Clement Attlee vezetésével – a Munkáspárt végez az első helyen.[56]
- július 6. – A szovjet és a lengyel kormány egyezményt ír alá a lengyel nemzetiségű állampolgároknak a Szovjetunióból, az orosz, ukrán, belorusz és litván polgároknak Lengyelországból történő hazatelepítése ügyében.[2]
- július 7–8. – Turócszentmártonban tartják a Szlovákia politikai életben vezető szerepet játszó, a kommunista hatalmi törekvésekkel szemben álló Demokrata Párt I. kongresszusát, ahol a párt elnökévé Jozef Lettrich-et választják.[47]
- július 11. – Budapesten a Kiskörúton is megindul a menetrend szerinti villamosközlekedés.
- július 12. – A háborút követően megrendezésre kerül Magyarországon az első könyvnap.
- július 14.
  - A szövetséges flotta megkezdi Japán bombázását.
  - Magyarországon rendeletre eltörlik valamennyi hivatalos okiratról a „Mi a vallása” rovatot.
- július 15. – Budapesten aláírják a 200 millió dollár összegű magyar–szovjet jóvátételi egyezményt.[7]
- július 16. – Felrobbantják az első atombombát a White Sands Proving Groundon. (A Trinity (Szentháromság) fedőnevű kísérleti robbantás helye a Los Alamos közelében fekvő Alamogordo légibázis volt. Ez augusztus 6-áig titokban maradt, amikor egy B–29-es bombázó ledobta az első bombát háborús célokkal Hirosima városára.)
- július 17.–augusztus 2. – A három nagyhatalom vezetője (Sztálin, Truman és Churchill, majd helyette Attlee) Potsdamban értekezletet tartanak, melyen a békeszerződés részleteit is megtárgyalják. (Egyezményben rögzítik és garantálják Lengyelország határait, és elrendelik a Lengyelországban élt német lakosság áttelepítését. Az újjászületett lengyel állam területe 312 700 km², 77 ezer km²-rel kisebb, mint 1939-ben.)[2]
- július 21. – Átalakítják az Ideiglenes Nemzeti Kormányt. (Az új kabinetből hiányzik Vásáry István, Valentiny Ágoston és Faragho Gábor.)[57]
- július 23. – Megkezdődik a Henri Pétain marsall elleni per a francia Legfelsőbb Bíróság előtt.[58]
- július 25. – Magyarországon elkészül az első hajó a Ganz-hajógyárban a helyreállítások után.
- július 24. – A csehszlovák kormány határozatot hoz Szlovákia fokozott megsegítéséről, mindenekelőtt a közlekedés, az építésügy és a földművelés területén.[47]
- július 26. – Harry S. Truman elnök, Churchill, Csang Kaj-sek ultimátumot intéznek Japánhoz.
- július 30. – A Hasimoto Mocsicura parancsnokolta I–58-as tengeralattjáró Japán partjainál elsüllyeszti a USS Indianapolist. (A titkos bevetésen lévő nehézcirkáló szállította Tinian szigetére az első működőképes atombombát.)[59]
- július 31. – Megindult Magyarországon majd háromnegyed év szünet után a rendszeres távolsági autóbusz közlekedés a fővárosból Kecskemét és Gyöngyös városokba, az Oktogon térről induló sárga MÁVAG autóbuszokkal.

### Augusztus

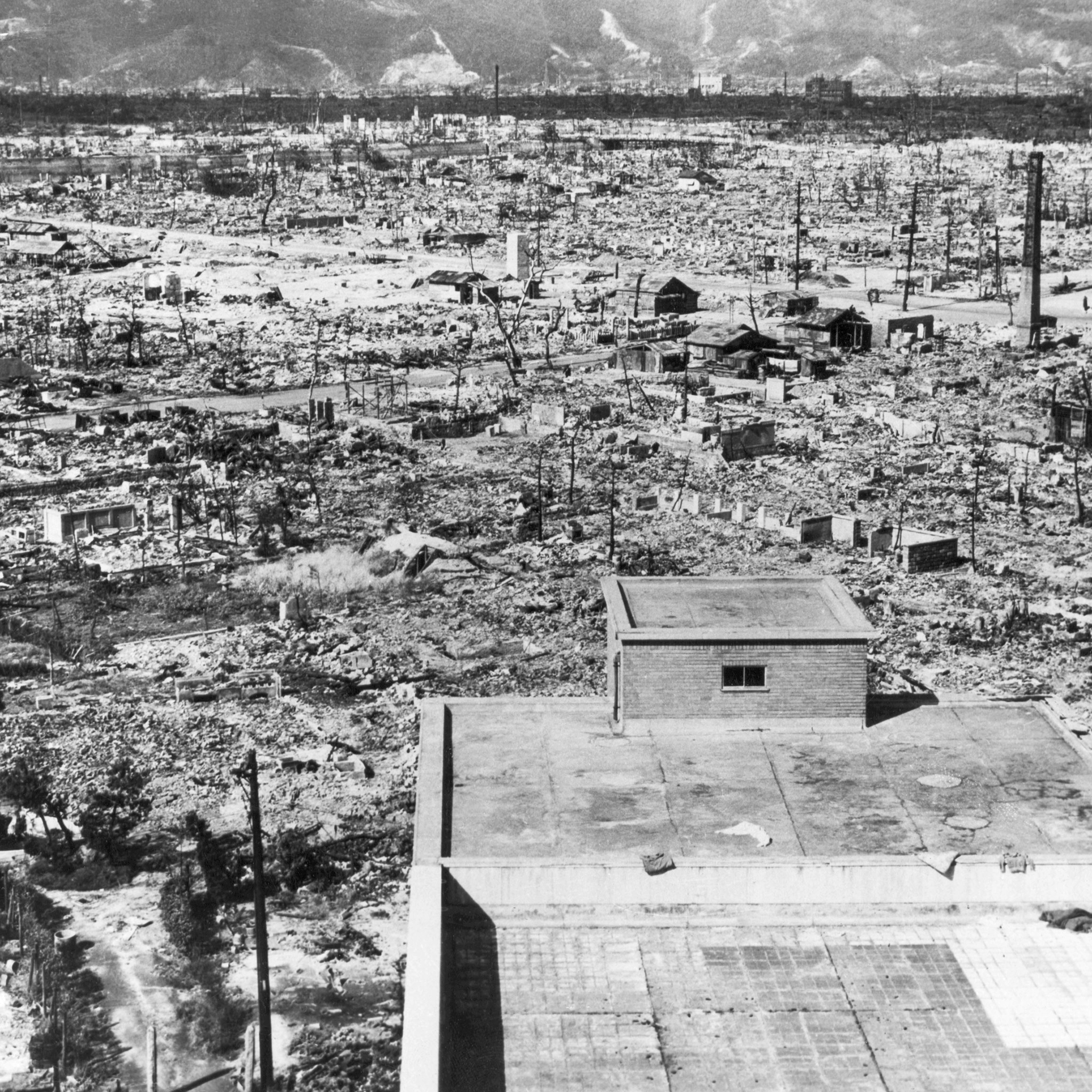
Hiroshima látképe az augusztus 6-i atomtámadás után

- augusztus 2.

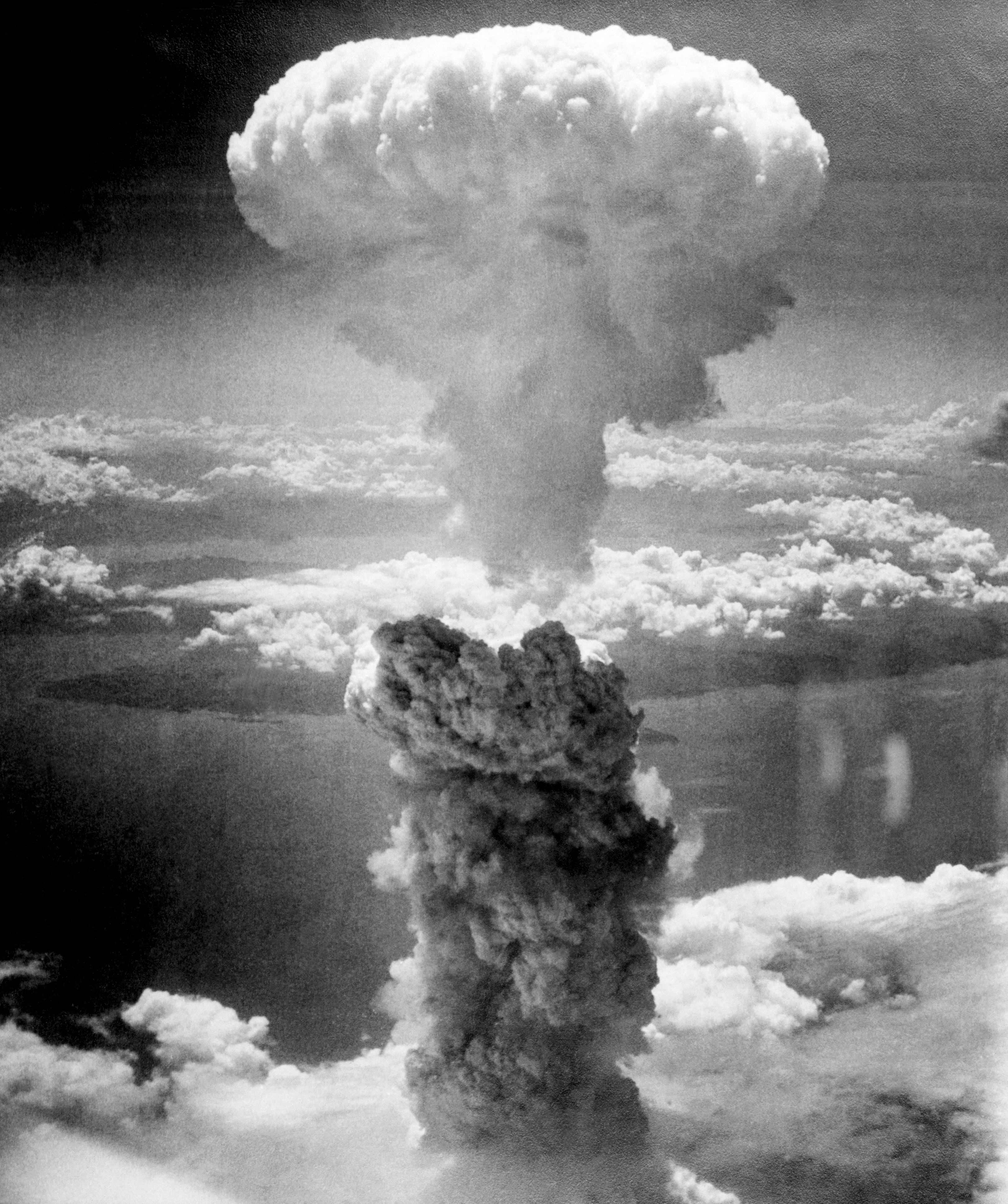
Az augusztus 9-én Nagasakira
ledobott atombomba több mint
23 000 embert ölt meg

  - Beneš dekrétumai megfosztják állampolgárságuktól a csehszlovákiai németeket és magyarokat.[60]
  - A győztes hatalmak potsdami értekezletén Lengyelország nyugati határát az Odera-Neisse folyók alkotta vonalban határozzák meg.
- augusztus 5–7. – A jugoszláv Népfront alakuló kongresszusa. (A mozgalom elnöke Tito.)[24]
- augusztus 6.
  - A 8 óra 15 perckor Hirosimára ledobott atombomba 71 ezer embert öl meg.
  - A Szovjetunió helyreállítja a diplomáciai kapcsolatokat Romániával.[61]
- augusztus 7.
  - 20 000 sertéssel megkezdi működését a hazai közellátás javítása érdekében létrehozott nagytétényi hizlalda.[62]
  - A Việt Minh gerillái felveszik a Vietnámi Felszabadító Hadsereg nevet.[29]
- augusztus 8.
  - A szövetségesek négy megszálló zónára osztják fel Ausztriát. Bécs városa közös megszállás alá kerül.
  - A londoni egyezmény(wd) megállapítja a háborús bűnösök felelősségre vonásának szabályait.[63]
  - A Szovejtunió megtámadja a Mandzsúriában állomásozó japán csapatokat.[64]
- augusztus 9.
  - Az Egyesült Államok 11 óra 1 perckor atombombát dob Nagaszakira: 23 ezer ember hal meg azonnal.
  - Az Actio Catholica országos elnöksége Új Ember címmel katolikus hetilapot indít. (Felelős szerkesztője Pénzes Balduin bencés tanár.)
  - A Szovjetunió hadserege átlépi a Japán által megszállva tartott koreai, mandzsu határszakaszt.
- augusztus 10. – Jugoszlávia Népfelszabadító Antifasiszta Tanácsa (AVNOJ) ideiglenes parlamentté alakul, kiegészülve 39, nem kompromittálódott régi képviselővel. (Elfogadják a választási törvényt, melyben megvonják a csetnik és usztasa egységek, ill. a német Kulturbund tagjainak választójogát.)[24]
- augusztus 11–12. – A Szlovák Kommunista Párt zsolnai konferenciáján Viliam Široký-t, a sztálini vonal képviselőjét választják az újjáalakított KB elnökévé.[60]
- augusztus 13. – A Tian Trao-i Nemzeti Kongresszuson megalakítják a Vietnámi Nép Felszabadító Bizottságát, melynek vezetője Ho Si Minh lett.[29]
- augusztus 14. – Hirohito császár a rádióban bejelenti Japán kapitulációját, a szövetségesek összesen több mint hétmillió főnyi csapatot fegyvereznek le.
- augusztus 15.
  - A vietnámi kormány átveszi a hatalmat egész Kokinkína (az egyesült Vietnám) felett.[29]
  - Korea felszabadul a japán megszállás alól.[65]
  - A francia Legfelsőbb Bíróság az ellenséggel való összejátszás vádjában bűnösnek találja és halálra ítéli, továbbá megfosztja kitüntetéseitől Vichy-Franciaország első emberét, Henri Pétain marsallt. (Charles de Gaulle tábornok azonban kegyelemben részesítette.)[58]
- augusztus 16.
  - XII. Piusz pápa Mindszenty Józsefet nevezi ki esztergomi érsekké.[66]
  - A veszprémi egyházmegye apostoli kormányzója Bánáss László.Magyar katolikus lexikon I. (A–Bor). Főszerk. Diós István; szerk. Viczián János. Budapest: Szent István Társulat. 1993.  ISBN 963-361-626-3 
  - Az 1944. július 26-i határegyezmény és más előzetes megállapodások alapján megkötik a lengyel–szovjet államhatárról szóló egyezményt. (A határvonal, kis eltérésekkel Lengyelország javára, a Curzon-vonalnak felel meg.)[2]
- augusztus 18. – Lemond Milan Grol jugoszláv miniszterelnök-helyettes, a Demokrata Párt elnöke, tiltakozásul a polgári jogok korlátozása ellen.[24]
- augusztus 19–20. – A budapesti amerikai misszió Salzburgból visszahozza Budapestre a Szent Jobbot. (A következő napon tízezrek vesznek részt a Szent Jobb körmeneten.)
- augusztus 20.
  - A Szovjetunió ratifikálja az ENSZ alapokmányát. Az Egyesült Államok szenátusa 90 szavazattal 2 ellenében megszavazza az alapokmányt.[67]
  - A császárvárosban, Huéban bejelentik Vietnám függetlenségét.[29]
- augusztus 22. – Stanisław Mikołajczyk saját pártjaként megalapítja a Lengyel Néppártot (PSZ), melynek tagjai többnyire a Parasztpárt jobbszárnyából kerülnek ki.[2]
- augusztus 23. – Jugoszláviában törvényt fogadnak el a földreformról és a telepítésekről. (Államosítják a 45 hektár feletti területeket, ill. az egyházak, kolostorok és alapítványok földjeit.)[24]
- augusztus 24.
  - Harry S. Truman elnök leállítja a Szovjetunióba irányuló, és a háborúban rendszeressé váló "lend and lease" szállításokat
- augusztus 25.
  - Vietnámban lemond Bao Dai császár és átadja a hatalmat a Việt Minh befolyás alatt álló „demokratikus köztársasági” kormánynak.[29]
  - Jugoszláviában elfogadják a nép és az állam ellen elkövetett bűntettekről szóló törvényt, amely lehetővé teszi a hazaárulók vagyonának elkobzását. (Ez a törvény teremti meg az ipar államosításának alapját.)[24]
- augusztus 26. – Az amerikai csapatok bevonulnak Tokióba.
- augusztus 27. – A budapesti rakparton közlekedő 2-es villamos útvonalának részleges helyreállítását követően, megindul a rendszeres forgalom a Rudolf tér és az Eskü tér közötti szakaszon.
- augusztus 28.
  - Aláírják a magyar-román árucsere-forgalmi egyezményt.
  - Horthy Miklóst első ízben hallgatják ki a nürnbergi háborús bűnösök ügyével kapcsolatban.[37]
- augusztus 29. – Ho Si Minh nyeri el a vietnámi ideiglenes kormány vezetői posztját, amelynek 14 tagja közül 9 kommunista volt.[29]
- augusztus 30. – Az Amerikai Egyesült Államok, a Szovjetunió, Nagy-Britannia és Franciaország létrehozzák a Szövetséges Ellenőrző Tanácsot.[68]

### Szeptember
- szeptember 2.

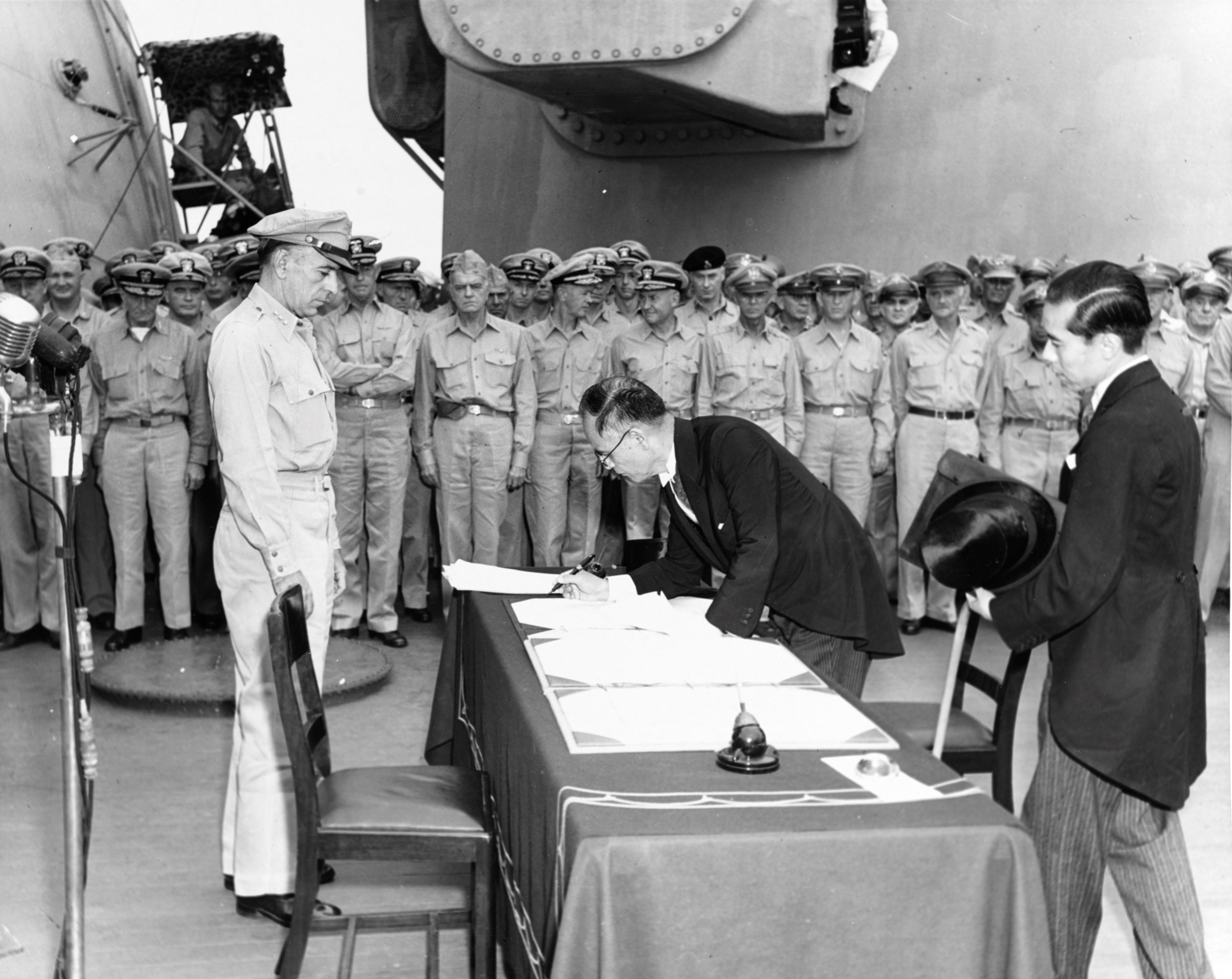
A USS Missouri fedélzetén Sigemicu Mamoru japán külügyminiszter aláírja a japán kapitulációt

  - A Missouri csatahajó fedélzetén a Japán Birodalom delegációja aláírja az ország feltétel nélküli kapitulációját[69] – a II. világháború vége.
  - Ho Si Minh vietnámi kormányfő Hanoiban függetlenségi nyilatkozatot olvas fel, amelyben bejelenti a Vietnámi Demokratikus Köztársaság (VDK) megalakulását.[29][70]
- szeptember 4–13. – Petru Groza román kormányfő a Szovjetunióba látogat.
- szeptember 7. – A csehszlovák kormány döntést hoz az ország csatlakozásáról a háborús bűnök üldözésére vonatkozó négyhatalmi egyezményhez.[60]
- szeptember 9.
  - A Kínában és Indokínában lévő egymilliós japán hadsereg Nangkingban kapitulál Csang Kaj-sek nemzeti erőinek.
  - Kelemen Krizosztom pannonhalmi főapát megnyitja a csepeli bencés gimnáziumot.
- szeptember 10. – Az oslói törvényszék hazaárulás vétségében bűnösnek találta és halálra ítélte Vidkun Quisling nemzetiszocialista érzelmű norvég katonatisztet, Hitler norvég bábkormányának vezetőjét, akin az ítéletet október 24-én végrehajtották az oslói Akerhus erődben.
- szeptember 11.–október 2. – Összeül a potsdami konferencia határozata alapján létrehozott Külügyminiszterek Tanácsa Londonban, amely értekezlet tárgya a megkötendő nemzetközi békeszerződések és a jóvátétel kérdése.[71]
- szeptember 17. – A jugoszláv kormány jegyzéke a londoni külügyminiszteri konferenciához, amelyben igényt támaszt a szlovén partvidékre, Triesztre, Isztriára, Fiumére, Zárára és a dalmát szigetekre.[24]
- szeptember 18. – Felavatják a Magyar Rádió új 20 kilowattos adóberendezését.
- szeptember 20. – A Külügyminiszterek tanácsa londoni értekezletén az amerikai, brit, francia és szovjet külügyminiszter elfogadja, hogy osztrák-magyar, jugoszláv-magyar és csehszlovák-magyar viszonylatban az 1938 előtti határok állnak helyre; a magyar-román határ tekintetében nem született döntés.[72]
- szeptember 21. – Az Ideiglenes Nemzetgyűlés törvényerőre emeli a népbíráskodásról addig született négy miniszterelnöki rendeletet (1945. évi VII. törvénycikk).[11]
- szeptember 23. – Ledöntik a budapesti Vértanúk terén álló Nemzet Vértanúinak emlékművét.[73]
- szeptember 24. – Horthy Miklóst tanúként Nürnbergbe szállítják.[37]
- szeptember 25. – Helyreáll a hivatalos diplomáciai kapcsolat Magyarország és az Egyesült Államok, valamint Magyarország és a Szovjetunió között.
- szeptember 26. – New Yorkban hosszú betegeskedés után meghal Bartók Béla.

### Október
- október 1. – Elnöki dekrétum az általános munkakötelezettségről Csehszlovákiában.[60]
- október 2. – Csehszlovákiában megalakul az árulók és a kollaboránsok elítélésére hivatott nemzeti bíróság.[60]
- október 7. – Mindszenty József ünnepélyes székfoglalása az esztergomi bazilikában.
- október 9. – Párizsban az esküdtszék halálra ítélte Lavalt, a Henri Philippe Pétain vezette Vichy-kormány volt miniszterét.
- október 10.
  - A magyar háborús bűnökkel vádolt személyek második csoportját Budapestre szállítják. (Egyebek között a külföldön elfogott Beregfy Károly volt nyilas külügyminiszter, Kiss Ferenc, a színészkamara elnöke, valamint Antal István korábbi miniszter és Kolozsvári-Borcsa Mihály érkezik meg a különítménnyel.)
  - A Szövetséges Ellenőrző Tanács formálisan feloszlatja a Nemzetiszocialista Német Munkáspártot, az NSDAP-ot.[74]
- október 11. – Kirobban a kínai polgárháború, miután a Kuomintang és a Kínai Kommunista Párt között szakadás jön létre[71]
- október 15. – Lengyelországot felveszik az ENSZ tagállamai közé.[2]
- október 16–21. – A Román Kommunista Párt I. Országos Konferenciája, ahol a párt első titkárának Gheorghe Gheorghiu-Dejt választják.[75]
- október 17. – Damaszkinosz athéni érsek, Görögország kormányzója átmeneti kormányt lakit. (A kormány november 1-jéig marad hivatalban.)[76][77]
- október 18. – Edvard Beneš csehszlovák elnök dekrétumot ad ki a prágai és a brünni német főiskolák megszüntetéséről.[60]
- október 18–21. – Prágában megtartják a CSSZDP XX. kongresszusát, ahol kinyilvánítják, hogy a párt szocialista elveket követ, és híve a Nemzeti Fronton belüli együttműködésnek. (Ekkor még nem kerül szóba a párt „egyesítése” a CSKP-vel. Elnökké ismét Zdeněk Fierlingert választják.)[60]
- október 19. – Elnöki dekrétum az új pénzegység, a csehszlovák korona bevezetéséről, mely felváltja a még mindig forgalomba lévő protektorátusi koronát és a magszünt Szlovák Köztársaság pénzét.[60]
- október 22. – Budapestre érkezik a magyar háborús bűnösök harmadik csoportja. (Közöttük található, Zöldi Márton az újvidéki valamint a hatvani mészárlások parancsnoka, Temesváry László aki a Magyar Nemzeti Bank aranykészletének német kézre juttatását felügyelte, Görgey Vince volt SS-őrnagy, Málnássy Ödön nyilaskeresztes ideológus, aki Hitler eszméit ültette át a pártideológiává, valamint a tömeges deportálások koordinátora Árbócz János csendőrezredes.)[78]

### November
- november 1. – Görögországban Panajotisz Kanellopulosz alakít kormányt.[77]
- november 2. – Az Amerikai Egyesült Államok elismeri az ideiglenes magyar kormányt.
- november 3. – A magyar népbíróság ítéletet hirdet az első háborús bűnös perben. Bárdossy László bűnös az ellene felhozott vádakban, vagyis Hitler és Mussolini vezetőkkel egyeztetett módon a Szovjetunió, valamint az Egyesült Államok ellen küldött magyar hadüzenet tárgyában, és felelős a délvidéki bevonulás és annak következményeiért. (Az ítéletet 1946. január 10-én hajtják végre.)
- november 4.
  - Nemzetgyűlési választások Magyarországon; a Kisgazdapárt a szavazatok 57%-át kapja.[6]
  - Pénzügyi reform a csehszlovák korona megszilárdítása és a financiális viszonyok rendezése céljából.[60]
- november 6. – Edvard Beneš csehszlovák elnök kinevezi a Nemzeti Front új kormányát, Zdeněk Fierlingerrel az élén.[60]
- november 10. – A lengyel minisztertanács gazdasági bizottságán belül felállítják a Központi Tervhivatalt.[2]
- november 11. – A jugoszláv parlamenti választások a Jugoszláv Kommunista Párt (JKP) fedőszervezetének, a Népfront győzelmével zárul.[79]
- november 13.
  - Megalakul a francia ideiglenes kormány De Gaulle vezetésével.
  - Lengyelországban megalakítják a Visszaszerzett Területek Minisztériumát. (Miniszter: Władysław Gomułka.)[80]
- november 14. – Mindszenty József esztergomi érsek körlevélben tiltakozik a szlovákiai magyarság üldözése miatt.
- november 15. – Megalakul az új magyar koalíciós kormány Tildy Zoltán miniszterelnök vezetésével.[81]
- november 19. – A Szovjetunió – az augusztus 16-i határegyezmény értelmében – 930 km² nagyságú területet ad át megszállási területéből Lengyelországnak. (Ez az Oderától nyugatra eső rész, beleértve Szczecint is.)[80]
- november 20. – Kezdetét veszi a náci vezetők háborús bűneit tárgyaló nürnbergi per.[12]
- november 21. – Guatemala az ENSZ tagja lesz.
- november 22. – Szlovákiában az Ideiglenes Nemzetgyűlés ratifikálja a Kárpátukrajna Szovjetunióhoz való csatolásáról szóló törvényt.[60]
- november 23. – Első fokon halálra ítélik Imrédy Béla miniszterelnököt.[82]
- november 26. – Megkezdődik a háborús bűnökkel vádolt Kiss Ferenc színművész, az egykori színészkamara elnökének népbírósági pere a Zeneakadémián.
- november 27. – Norvégia az ENSZ tagja lesz.
- november 29.
  - Kikiáltják a Jugoszláv Szövetségi Népköztársaság megalakulását. (II. Pétert trónfosztottnak nyilvánítják. Tito egy személyben pártfőtitkár, kormány- és népfrontelnök, a fegyveres erők főparancsnoka és 1953. január 14-étől államfő is.)[24]
  - Magyarországon megkezdődik a háborús bűnökkel vádolt volt szélsőjobboldali újságíró – később a Szálasi-kormány vallás- és közoktatásügyi miniszterének –, Rajniss Ferenc népbírósági pere. (A népbíróság később megállapítja bűnösségét, halálra ítélik, amelyet 1946. március 12-én hajtanak végre.)

### December
- december 1. – A jugoszláv nemzetgyűlés vita nélkül legalizálja az AVNOJ által hozott törvényeket.[24]
- december 2. – A már krónikussá váló szénhiány miatt leáll a csepeli Weiss Manfréd gyár.
- december 3. – A Csehszlovák kormány meghívására Gyöngyösi János külügyminiszter Prágába érkezik. (A tárgyalások homlokterében a csehszlovák–magyar lakosságcsere áll.)
- december 6. – Harry S. Truman elnök kinevezi Amerika új budapesti nagykövetét Arthur Schönfeld személyében.
- december 6–13. – Ülésezik a Lengyel Munkáspárt I. kongresszusa, ahol kongresszusi határozatban körvonalazzák a gazdasági fejlődés lehetőségeit, illetve a párt vidéken és az ifjúság körében végzendő munkáját. (A kongresszuson elfogadják a párt szabályzatát és megválasztják a párt szerveit. A főtitkár Władysław Gomułka.)[80]
- december 9. – A Csehszlovák Nemzeti Szocialista Párt konferenciáján jóváhagyják a párt akcióprogramját, és a párt élére Petr Zenkl kerül.[60]
- december 12. – Budinszky Lászlót, a Szálasi kormány volt igazságügy miniszterét a népbíróság halálra ítéli.
- december 16. – Magyarországon életbe lép az államhatalom gyakorlásának ideiglenes rendezéséről szóló 1945. évi XI. törvénycikk.[83] (A törvény három fejezetből – úgymint a Nemzetgyűlésből, a Nemzeti Főtanácsból és a magyar felelős minisztériumból – állt, melyek tartalmazták a három államhatalmi szerv felépítését és rendezték egymáshoz való viszonyát.)[7]
- december 17. – Elbocsátják a nürnbergi fegyházból Horthy Miklóst, visszatérhet családjához Bajorországba.[37]
- december 22. – Az Amerikai Egyesült Államok hivatalosan elismeri Jugoszláviát.[84]
- december 20. – A Brit Alsóház elfogadja az Angol Bank államosításáról szóló törvényjavaslatot.
- december 29. – A győztes nagyhatalmak többszöri felszólítására megjelenik és életbe lép a magyarországi német nemzetiségű lakosságnak Németországba való áttelepítéséről szóló rendelet. (A Népgondozó Hivatal adatai szerint 1946 januárjától decemberéig Magyarországról 135 655 német nemzetiségű személyt telepítettek ki Németország amerikai megszállási övezetébe, 1947 tavaszától pedig mintegy 50 000 embert a szovjet zónába.)[7][85]

### Határozatlan dátumú események
- február: Eisenhammer hadművelet
- november – Megszűnik az Országos Magyar Gazdasági Egyesület (OMGE).

## Az év témái

### 1945 a filmművészetben
- Miért harcoltunk? (1945) – amerikai dokumentumfilm. rendező: Frank Capra
- The Lost Weekend (1945) (Férfiszenvedély) – amerikai film, rendező: Billy Wilder - 7 Oscar-díj jelölés (1946), 4 Oscar-díj,[86] a Cannes-i filmfesztivál nagydíja.
- Mildred Pierce (1945) – amerikai film, rendező: Michael Curtiz - 6 Oscar-díj jelölés (1946), 1 Oscar-díj (Legjobb női főszereplő)
- Brief Encounter (1945) (Kései találkozás) – angol film, rendezte: David Lean - 3 Oscar-díj jelölés (1947), a Cannes-i filmfesztivál nagydíja (1946), A New York-i Filmkritikusok díja (1946)[87]
- Roughly Speaking (1945) – amerikai filmvígjáték, rendező: Michael Curtiz
- Know Your Enemy: Japan (1945) – (Ismerd meg ellenséged: Japán) amerikai dokumentumfilm. Rendezők: Frank Capra, Joris Ivens
- A tanítónő – magyar film (1945. szeptember 22.)[88] rendező: Keleti Márton
- Hazugság nélkül (1945) – magyar film – rendező: Gertler Viktor
- Aranyóra (1945) – magyar film – rendező: Ráthonyi Ákos[89]

### 1945 az irodalomban
- Ivo Andrić: Híd a Drinán (regény)
- Carlo Levi: Ahol a madár se jár (regény)
- Heinrich Mann: Egy korszak szemrevételezése (memoár)
- Bertolt Brecht: Kaukázusi krétakör (dráma)
- Darvas József: Város az ingoványon (szociográfia)
- Fendrik Ferenc: Sok katona és nyúl fagyott meg a mezőkön (regény)
- Julius Fučík: Üzenet az élőknek (irodalmi riport)
- Kassák Lajos: Kis könyv haldoklásunk emlékére (memoár)
- Nagy Lajos: Pincenapló (memoár)
- Szép Ernő: Emberszag (memoár)
- Várnai Zseni: Üldözött versek
- Márai Sándor közzéteszi Napló 1943–1944 c. könyvét
- Lukács György három esszéje: Balzac, Stendhal, Zola
- George Orwell: Állatfarm (Animal Farm)
- Ivo Andrić: Híd a Drinán (Na Drini ćuprija) később irodalmi Nobel-díjjal jutalmazott regénye
- Ivo Andrić: Vihar a völgy felett (Travnićka hronika) regény
- Dimitar Dimov bolgár író Elkárhozott lelkek (Oszadeni dusi) regény
- F. Scott Fitzgerald posztumusz esszégyűjteménye jelenik meg Összeomlás(The Crack-Up) címmel
- Max Frisch: …És a holtak újra énekelnek (Nun Singen Sie Wieder) című háborús színdarab
- Thomas Mann nagy jelentőségű előadást tart 70. születésnapján (angol nyelven) Németország és a németek (Deutschland und die Deutschen) címmel

### 1945 a tudományban
- július 15. az első kísérleti atomrobbantás (USA).
- B10-vitamin szerkezetének leírása.

### 1945 a vasúti közlekedésben
- február 13. – A MÁV megindítja a rendszeres vasúti közlekedést, elsőként a gyorsan helyreállított, Debrecen–Budapest vonalon.
- február 23. – Budapesten a nagy számú halott elszállítására rendszeres vonatjárat indul a belvárosi Rókus kórház és Kőbánya Új-köz temető közötti vonalon.
- június 19. – Helyreáll a forgalom a romokban heverő Déli pályaudvar és Kelenföld között Budapesten.
- június 26. –  Napi rendszerességgel közlekednek a Dunántúl főbb városaiba vasúti személyszállító szerelvények. Pécs, Szombathely, Nagykanizsa és a főváros közötti személyforgalom helyreáll.
- augusztus 24 – Újból megnyílik a teljesen helyreállított Budapest-Hegyeshalom vasúti fővonal.
- október 23. – A megszálló szovjet csapatok főparancsnoksága magyar kezelésbe adja át a Magyar Államvasutak, a MÁV ügyvezetését.[90]

### 1945 a zenében
- Bartók Béla: 3. zongoraverseny (az ősbemutatóra 1946-ban kerül sor)[91]
- Dmitrij Dmitrijevics Sosztakovics: 9. szimfónia.
- június 7-én bemutatják Benjamin Britten Peter Grimes c. operáját

## Születések
- január 2. – Haraszti Miklós magyar író, újságíró, politikus
- január 3. – Szombathy Gyula, Kossuth- és Jászai Mari-díjas magyar színművész, érdemes és kiváló művész
- január 10. – Rod Stewart, brit énekes
- január 17. – Carlo De Mejo, olasz színész († 2015)
- január 29. – Tom Selleck, amerikai színész
- február 4. – Ambrus Kyri, magyar énekesnő († 2021)
- február 6. – Bob Marley, jamaicai énekes, gitáros és dalszerző († 1981)
- február 13. – Földes László (Hobo), Kossuth-díjas magyar bluesénekes, dalszövegíró
- február 14. – II. János Ádám, liechtensteini fejedelem
- február 16. – Jeremy Bulloch, angol színész († 2020)
- február 20. – George Smoot, amerikai asztrofizikus és kozmológus
- február 26. – Victor Máté, magyar zenész, zeneszerző, színész
- február 27. – Daniel Olbrychski, lengyel filmszínész
- március 17. – Csemez Attila, magyar táj- és kertépítész mérnök
- március 24. – Curtis Hanson, amerikai író, forgatókönyvíró, rendező († 2016)
- március 30. – Eric Clapton, brit rockzenész
- április 17. – Konrád Ferenc, olimpiai bajnok magyar vízilabdázó († 2015)
- április 19.
  - Soltész Rezső, magyar énekes, dalszövegíró
  - Kovács Zsuzsa, Jászai Mari-díjas magyar színésznő († 2020)
- április 25. – Björn Ulvaeus, svéd gitáros
- április 26. – Szörényi Levente, Kossuth-díjas magyar énekes, zeneszerző
- május 1. – Farkas Bálint, Jászai Mari-díjas magyar színész
- május 14. – Yochanan Vollach, izraeli labdarúgó
- május 16. – Lévay Szilveszter magyar származású Amerikában élő zeneszerző
- május 17. – Fodor Ákos, magyar költő, műfordító († 2015)
- május 31. – Rainer Werner Fassbinder, német filmrendező († 1982)
- június 15.
  - Harsányi Gábor Jászai Mari-díjas magyar színművész, érdemes művész
  - Sárközy Péter  irodalomtörténész, hungarológus
- június 19. – Radovan Karadžić, szerb politikus, író és pszichológus
- július 3. – Szaharón Selah, izraeli matematikus
- július 14. – Kudlik Júlia, magyar újságíró, bemondó, műsorvezető
- július 17. – Lovas István magyar publicista, politológus, fordító († 2018)
- július 18. – Duray Miklós, szlovákiai magyar politikus, író († 2022)
- július 23. – Molnár Endre, olimpiai bajnok magyar vízilabdázó
- július 25. – Birtalan Ferenc, magyar költő, író († 2018)
- július 30. – Patrick Modiano, francia író
- augusztus 5. – Giczy Csaba, olimpiai ezüstérmes, háromszoros világbajnok magyar kajakozó
- augusztus 14. – Wim Wenders, német filmrendező
- augusztus 31.
  - Pfeffer Anna, olimpiai ezüstérmes, világbajnok magyar kajakozó
  - Donyale Luna, amerikai színésznő, modell († 1979)
- szeptember 1. – Somogyi Ferenc, magyar politikus, diplomata († 2021)
- szeptember 11. – Franz Beckenbauer, világbajnok német labdarúgó, edző († 2024)
- szeptember 23. – Pálos Zsuzsa, magyar színművésznő
- október 1.
  - Molnár Piroska, Kossuth-díjas színművésznő, a nemzet színésze
  - Patty Shepard, amerikai-spanyol színésznő († 2013)
- október 2. – Martin Hellman, amerikai kriptográfus
- október 19. – Divine, amerikai színész, énekes († 1988)
- november 3. – Gerd Müller, világ-, és Európa-bajnok német labdarúgó († 2021)
- november 15. – Anni-Frid Lyngstad, svéd énekesnő
- november 21. – Goldie Hawn, Oscar-díjas amerikai színésznő
- november 23. – Dennis Nilsen, brit sorozatgyilkos († 2018)
- november 30. – Roger Glover, a Deep Purple walesi basszusgitárosa
- december 15. – Farkasházy Tivadar, magyar újságíró, humorista
- december 25. – Horkay István, magyar képzőművész

## Halálozások
- január – Arany Dániel, matematikus, matematikatanár (* 1863)
- január 2.
  - Ortvay Rudolf fizikus, egyetemi tanár, akadémikus, az európai szintű modern elméleti fizikai oktatás és kutatás hazai megteremtője (* 1885).
  - Gulácsy Irén író (* 1894)
- január 5. – Szabó Dezső író, kritikus, publicista (* 1879)
- január 7. – Pásztor János szobrászművész (* 1881)
- január 9. – Rózsa Miklós magyar újságíró, művészeti író és művészettörténész (* 1874)
- január 12.
  - Kúnos Ignác nyelvész, turkológus, a török népköltészet úttörő jelentőségű kutatója, az MTA tagja (* 1860)
  - Molnár Farkas magyar építész, festő és grafikus, az avantgárd építészet kiemelkedő alkotója (* 1897)
- január 17. – Réti István magyar festő és grafikus, a nagybányai művésztelep egyik alapító tagja, rajz- és festőmester, művészettörténész és a művészettörténet tanára (* 1872)
- január 19. – Madarassy-Beck Marcell bankár, országgyűlési képviselő, a Magyar Leszámítoló és Pénzváltó Bank elnöke (* 1873)
- január 20. – Agorasztó Tivadar magyar politikus, jogász, országgyűlési képviselő, felsőházi tag (* 1870)
- január 27.
  - Konek Frigyes kémikus, vegyészmérnök, az MTA tagja (* 1867)
  - Szerb Antal író, irodalomtörténész (* 1901)
  - Kemény Simon költő, író, újságíró, lapszerkesztő (* 1882)
- február 1. – Johan Huizinga holland történész és indológus, az MTA tiszteleti tagja (* 1872)
- február 3. – Révész Imre festőművész, grafikus (* 1859)
- február 5. – Jekelfalussy Zoltán, a Monarchia utolsó fiumei kormányzója (* 1862)
- február 16. – Ditrói Mór színigazgató, rendező (* 1851)
- február 22. – Schenk Jakab zoológus, természetvédő (* 1876)
- február 26. – Horváth Zoltán ügyvéd, újságíró, kiskunfélegyházi helyi politikus, országgyűlési képviselő (* 1880)
- február 27.
  - Mágócsy-Dietz Sándor botanikus, az MTA tagja (* 1855)
  - Unger Emil magyar zoológus, ichthiológus, hidrobiológus (* 1883)
- március 5. – Balatoni Károly úszó, vízilabdázó, birkózó, sportvezető (* 1878)
- március 8.
  - Sárközi György költő, író, műfordító (* 1899)
  - Nyiry István magyar gépészmérnök, országgyűlési képviselő (* 1887)
- március 10. – Gyalókay Jenő katonatiszt, hadtörténész, az MTA tagja (* 1874)
- március 14. – Fényes Adolf festőművész (* 1867)
- március 24. – Kerecsényi Dezső irodalomtörténész, kritikus, irodalompedagógus, az MTA tagja (* 1898)
- március 26. – Borisz Mihajlovics Saposnyikov szovjet marsall (* 1882)
- március 29.
  - Csik Ferenc olimpiai bajnok úszó (* 1913)
  - Serédi Jusztinián tudós, egyházjogász, érsek, bíboros, hercegprímás, a magyar katolikus egyház vezetője 1927 és 1945 között (* 1884)
- március (?) – Halász Gábor Baumgarten-díjas magyar író, kritikus, irodalomtörténész (* 1901)
- április 2. – Apor Vilmos püspök (* 1892)
- április 9. – Dietrich Bonhoeffer német evangélikus lelkész, teológus[92]
- április 12. – Franklin D. Roosevelt, az Amerikai Egyesült Államok 32. elnöke.(* 1882)
- április 20. – Wacław Sieroszewski, legendás életű lengyel etnográfus, író, katona és politikus (* 1858)
- április 28. – Benito Mussolini olasz politikus, diktátor (kivégezték) (* 1883)
- április 29.
  - Antalffy-Zsiross Dezső orgonaművész, zeneszerző, karmester (* 1885)
  - Szijj Bálint magyar kisgazda politikus, nemzetgyűlési képviselő, a felsőház örökös tagja (* 1868)
- április 30.
  - Adolf Hitler német politikus, a Német Nemzetiszocialista Munkáspárt (NSDAP) vezetője, német „Führer” (vezér) és birodalmi kancellár{{refhely|Németország története|: 105. o. (* 1889)
  - Eva Braun, Adolf Hitler felesége (* 1912)
- május 1. – Joseph Goebbels, a III. Birodalom népnevelési-, kulturális- és propagandaminisztere (* 1897)
- május 3.
  - Garay János olimpiai bajnok vívó (* 1889)
  - vitéz Újfalussy Gábor magyar lovassági főparancsnok, altábornagy, országgyűlési képviselő (* 1877)
- május 23. – Heinrich Himmler német politikus, a Harmadik Birodalom SS vezetője, (* 1900)
- június 26. – Emil Hácha cseh ügyvéd, Csehszlovákia és a Cseh–Morva Protektorátus elnöke (* 1872)
- július 4. – Jakabházy Zsigmond farmakológus, orvos, az MTA tagja (* 1867)
- július 9. – Jan Szembek lengyel diplomata, nagykövet (̆* 1881)
- július 19. – Avgusztin Volosin kárpátaljai ruszin görögkatolikus pap, politikus, Kárpátukrajna miniszterelnöke (* 1874)
- augusztus 1. – Csortos Gyula színművész (* 1883)
- augusztus 2. – Pietro Mascagni olasz zeneszerző (* 1863)
- augusztus 4. – Gerhard Gentzen német matematikus, logikus (* 1909)
- augusztus 27. – Álgyay Hubert Pál hídmérnök (* 1894)
- augusztus 31. – Stefan Banach matematikus (* 1892)
- szeptember 22. – Vikár Béla etnográfus, műfordító, akadémikus (* 1859)
- szeptember 24. – Hans Geiger német atomfizikus (* 1882)
- szeptember 26. – Bartók Béla zeneszerző, népzenekutató (New Yorkban) (* 1881)
- október 12. – Bánlaky József honvédtiszt, hadtörténész (* 1865)
- október 24. – Vidkun Quisling norvég katonatiszt, politikus (kivégezték) (* 1887)
- október 30. – John Campbell Merriam amerikai paleontológus (* 1869)
- november 16. – Janovics Jenő színész, rendező, a magyar filmgyártás megteremtője (* 1872)
- november 18. – Lugosi Döme magyar író (* 1888)
- november 20. – Francis William Aston Nobel-díjas angol fizikus (* 1877)
- november 28. – Dwight Davis amerikai politikus, a Davis-kupa megalapítója (* 1879)
- december 1. – Kováts István, szlovénül alkotó történész, író (* 1866)
- december 21. – George Patton amerikai tábornok (* 1885)

## Nobel-díjasok
- A Nobel-díjat a svéd Alfred Nobel alapította, 1901 óta adják át, melyet a Svéd Királyi Tudományos Akadémia ítél oda a tudomány, az irodalom és humanitárius területen kimagasló eredményt elért magánszemélyeknek, illetve intézményeknek.

| Fizikai            | Wolfgang Pauli osztrák fizikus                                                                             |
| Kémiai             | Artturi Virtanen finn biokémikus                                                                           |
| Orvosi-fiziológiai | Sir Alexander Fleming skót orvos, Ernst Boris Chain angol biokémikus, Sir Howard Florey ausztrál patológus |
| Irodalmi           | Gabriela Mistral chilei költőnő                                                                            |
| Béke               | Cordell Hull amerikai politikus                                                                            |